# Ametallon
Ametallon is een geslacht van vliesvleugeligen uit de familie Eulophidae. De wetenschappelijke naam van dit geslacht is voor het eerst geldig gepubliceerd in 1904 door Ashmead.

## Soorten
Het geslacht Ametallon omvat de volgende soorten:
- Ametallon acidotum Hansson, 2004
- Ametallon amara Hansson, 2004
- Ametallon anticlypeus Hansson, 2004
- Ametallon aquilum Hansson, 2004
- Ametallon barbillae Hansson, 2004
- Ametallon caperatum Hansson, 2004
- Ametallon carinatum Paniagua & Hansson, 2009
- Ametallon cassinopsisi Risbec, 1952
- Ametallon chapadae Ashmead, 1904
- Ametallon cuspidatum Hansson, 2004
- Ametallon deanthurium Hansson, 2004
- Ametallon deliquum Hansson, 2004
- Ametallon dominicanense Hansson, 2004
- Ametallon floridense Hansson, 2004
- Ametallon gorgonaense Hansson, 2004
- Ametallon hortense Hansson, 2004
- Ametallon laselvae Hansson, 2004
- Ametallon lutzi Costa Lima, 1960
- Ametallon oratum Hansson, 2004
- Ametallon paloverdense Hansson, 2004
- Ametallon pedunculatum Hansson, 2004
- Ametallon rinconense Hansson, 2004
- Ametallon sanidodes Hansson, 2004
- Ametallon sculpturatum Hansson, 2004
- Ametallon simiscapus Hansson, 2004
- Ametallon tenebrosum Hansson, 2004
- Ametallon viejoense Hansson, 2004